# Kenny Kost
Kenny Paul "KO" Kost (født 13. februar 1979) er en mellemvægtsbokser fra White Bear Lake i Minnesota i USA. Kost har en rekordliste på 14 sejre (seks KO) og fire nederlag. Hans mest kendte kampe er mod Andre Ward og Andre Dirrell . Han tabte dem efter en enstemmig afgørelse.